# Holland Art Cities
Holland Art Cities was een kunstevenement gehouden van 2009 tot en met 2010 in de vier steden Amsterdam, Rotterdam, Den Haag en  Utrecht waar tien musea aan mee doen. Het doel was om de Nederlandse kunst en cultuur internationaal onder de aandacht te brengen. Holland Art Cities(HAC) was een initiatief van de ministeries Economische Zaken en OCW, aanleiding voor het initiatief was de heropening van drie grote musea in Amsterdam. Bestuursvoorzitter van de stichting achter de organisatie was Bernard Wientjes.
De deelnemende musea hielden gedurende de looptijd van het evenement tentoonstellingen rond typisch Nederlandse thema's. Verspreid over de tijd waren deze thema's:
- Internationale invloeden
- Jong: Moderne en Hedendaagse Kunst en Design
- Hollandse Meesters

De deelnemende musea per stad waren
- Amsterdam: Hermitage, Stedelijk Museum, Rijksmuseum, Van Gogh Museum
- Rotterdam: Museum Boijmans van Beuningen, Kunsthal Rotterdam
- Den Haag: Gemeentemuseum Den Haag, het Mauritshuis
- Utrecht: Centraal Museum, Museum Catharijneconvent

Uit onderzoek zou zijn gebleken dat in anderhalf jaar tijd zo'n 230.000 buitenlandse toeristen speciaal voor dit evenement naar Nederland kwamen.